# Cyrille-Hector-Octave Côté
Pour les articles homonymes, voir Côté (homonymie).
Cyrille-Hector-Octave Côté (né le 1er septembre 1809 et mort le 4 octobre 1850) est un médecin, pasteur chrétien baptiste et homme politique canadien-français. 

## Biographie
Côté est né à Québec en 1809, d'ascendance acadienne . En 1818, il étudie au Petit Séminaire de Québec puis, en 1823, au Petit Séminaire de Montréal. En 1826, après ses études, il devient enseignant. En 1831, il commence des études de médecine à l'Université McGill, et les termine à l'Université du Vermont. Bien qu'il ait obtenu la maîtrise avec un certificat médical en octobre 1831, on ne lui permet pas d'exercer au Bas-Canada parce qu'il avait accompli ses études en moins de cinq ans. Pourtant, en avril 1832, on lui donne sa licence et il pratique à Sainte-Marguerite-de-Blairfindie. En 1833, il part vivre à Napierville. Plus tard cette année, il se marie avec Margaret Yelloby Jobson, la fille d'un fermier prospère de l'endroit.
En 1834, il est élu à l'Assemblée législative du Bas-Canada pour L'Acadie et est un membre radical du Parti patriote. Côté devient un chef pour le mouvement patriote dans sa région et adhère aux Fils de la Liberté. Après que sa tête ait été mise à prix, il part pour les États-Unis. Soutenant à l'origine Louis-Joseph Papineau, il s'allie ensuite avec Robert Nelson et l'aide à se préparer à la Déclaration d'indépendance du Bas-Canada. Le 28 février 1838, il conduit avec Nelson un groupe de Patriotes dans le Bas-Canada ; ils sont vite dispersés. Les autorités américaines arrêtent les chefs du groupe, mais ils sont libérés par la suite, car les États-Unis étaient officiellement neutres dans cette dispute. À ce moment, Côté commence à organiser un groupe connu sous le nom de Frères chasseurs. En novembre 1838, Nelson et Côté prennent possession du village de Napierville, mais sont de nouveau vaincus par les troupes volontaires fidèles envers le Royaume-Uni. En 1839, Côté s'installe à Swanton (Vermont) pour pratiquer la médecine. En 1840, il abandonne le mouvement patriote et s'installe l'année suivante à Chazy. Cette même année, il abandonne le catholicisme et devient chrétien baptiste après la rencontre les missionnaires suisses Henriette Feller et Louis Roussy.

### Ministère
Il revient au Bas-Canada en 1843 et prêche dans certaines églises de la région de Saint-Hyacinthe et de Saint-Jean-sur-Richelieu. En 1844, il est ordonné pasteur baptiste et s'installe à Saint-Pie. En 1848, il se rend à Philadelphie et aide à préparer des brochures sur la foi chrétienne baptiste. En 1849, il devient pasteur de l'église baptiste de Sainte-Marie-de-Monnoir (plus tard Marieville).
Il meurt à Hinesburg, dans le Vermont, en 1850, après avoir subi un malaise cardiaque, en route vers une convention baptiste de l'American Baptist Home Mission Society (Églises baptistes américaines USA).